# 特蕾西娅·基斯尔
特蕾西娅·基斯尔（德語：Theresia Kiesl，1963年10月26日—），奥地利女子田径运动员。她曾代表奥地利参加1992年和1996年夏季奥林匹克运动会田径比赛，其中1996年奥运会获得一枚铜牌。